# João Canijo
 (octobre 2011).
Si vous disposez d'ouvrages ou d'articles de référence ou si vous connaissez des sites web de qualité traitant du thème abordé ici, merci de compléter l'article en donnant les références utiles à sa vérifiabilité et en les liant à la section « Notes et références ».
João Canijo est un réalisateur portugais né le 10 décembre 1957 à Porto.

## Biographie
Il a étudié l'Histoire à l'Université de Porto, ne s'étant initié au cinéma qu'en 1980. Jusqu'en 1985, il a été l'assistant réalisateur d'auteurs comme Manoel de Oliveira, Wim Wenders, Alain Tanner ou encore Werner Schroeter. 
En 1988, il réalise son premier long métrage, Três menos eu, qui fut sélectionné pour le Festival de Rotterdam de la même année. En 2004, son film Noite Escura fut présenté au Festival de Cannes, et il fut choisi comme candidat portugais à l'Oscar du meilleur film étranger.
Il a également travaillé comme metteur en scène.

## Filmographie
- 1988 : Três Menos Eu
- 1989 : Filha da Mãe (pt)
- 1990 : Alentejo Sem Lei (pt)
- 1998 : Chaussures noires (pt) (Sapatos Pretos)
- 2000 : Gagner la vie (Ganhar a Vida)[1]
- 2004 : Nuit noire (Noite Escura)
- 2007 : Mãe Há Só Uma (court-métrage)
- 2007 : Mal Nascida
- 2010 : Fantasia Lusitana (pt)
- 2011 : Sangue do Meu Sangue
- 2017 : Onze Fois Fátima (Fátima)
- 2023 : Mal Viver
- 2023 : Vivre mal (Viver mal)